# 엘레판토사우리푸스
엘레판토사우리푸스(Elephantosauripus metacarpus)는 경상북도 의성군 금성면 제오리의 화석산지에서 발굴된 초식공룡의 발자국 화석이다. 발목코끼리룡, 코끼리룡이라고도 한다.